# 所罗门海

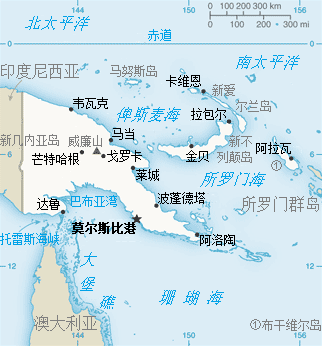

所罗门海（英文：Solomon Sea），是太平洋的属海，面积约72万平方千米。东北西三面分别由所罗门群岛、新不列颠岛、新几内亚岛所包围，南面朝向珊瑚海。海域北部为新不列颠海沟，深度一般为4,000米以上，最深处为普拉尼特海沟，深9,140米。中部偏南为伍德拉克海岭，南部为深7,000米的所罗门海盆。冬季7至9月，太平洋南赤道洋流产生于此海域。日本驱逐舰时津风、朝潮曾沉没在该海域西部。